# Sussie Abelgren
|  | Denne artikel er oprettet af botten Steenthbot ud fra en ekstern database. Den kan derfor have sproglige fejl eller mangler. Denne skabelon kan fjernes efter kontrol af indholdet. |

Sussie Abelgren er en dansk dokumentarfilm fra 1993 instrueret af Claes Adel.

## Handling
Sussie fortæller om sine oplevelser som sygeplejerske i Sarajevo.